# Eudamíneos
Eudamíneos (Eudaminae) são uma subfamília da família Hesperiidae. Seu gênero tipo Eudamus se tornou um sinônimo do gênero Urbanus. São amplamente encontrados na região neotropical, com algumas espécies se distribuindo na parte temperada da América do Norte, e um gênero, Lobocla, é endêmico da Ásia Oriental.

## Taxonomia
Eudaminae está sendo tópico de importantes revisões taxonômicas com base na análise genômica, incluindo Brower & Warren 2009, e Li et al. 2019.
Historicamente, esta subfamília estava incluida na tribo Eudamini da subfamília Pyrginae, baseado em similaridades percebidas com duas tribos dessa subfamília, Celaenorrhinini e Pyrgini. De acordo com Li et al. 2019, Eudaminae está dividido em quatro tribos: Entheini, Phocidini, Eudamini and Oileidini.

## Subdivisões
Exceto em casos citados, a classificação abaixo segue Li et al., 2019:

### Tribo Entheini
- Drephalys Watson, 1893
- Udranomia A. Butler, 1870
- Phanus Hübner, [1819]
- Hyalothyrus Mabille, 1878
- Entheus Hübner, [1819]
- Augiades Hübner, [1819]
- Tarsoctenus E. Watson, 1893

### Tribo Phocidini
- Phocides Hübner, [1819]
- Pseudonascus Austin, 2008
- Nascus E. Watson, 1893
- Aurina Evans, 1937
- Emmelus O. Mielke & Casagrande , 2016
- Porphyrogenes E. Watson, 1893
- Nicephellus Austin, 2008
- Salatis Evans, 1952
- Salantoia Grishin, 2019
- Sarmientoia Berg, 1897
- Bungalotis E. Watson, 1893
- Euriphellus Austin, 2008
- Dyscophellus Godman & Salvin, 1893
- Phareas Westwood, 1852
- Ornilius Grishin, 2022[3]
- Fulvatis Grishin, 2022[3]
- Adina Grishin, 2022[3]

### Tribo Eudamini

#### Subtribo Eudamina
- Cecropterus Herrich-Schäffer, 1869
- Spicauda Grishin, 2019
- Urbanus Hübner, [1807]
- Telegonus Hübner, [1819]
- Autochton Hübner, 1823
- Spathilepia A. Butler, 1870
- Astraptes Hübner, [1819]
- Narcosius Steinhauser, 1986
- Proteides Hübner, [1819]
- Epargyreus Hübner, [1819]
- Chioides Lindsey, 1921

#### Subtribo Loboclina
- Aguna R. Williams, 1927
- Zeutus Grishin, 2019
- Lobocla Moore, 1884
- Lobotractus Grishin, 2019
- Codatractus Lindsey, 1921
- Zestusa Lindsey, 1925
- Ridens Evans, 1952
- Venada Evans, 1952

#### Subtribo Cephisina
- Cephise Evans, 1952

#### Subtribo Telemiadina
- Ectomis Mabille, 1878
- Telemiades Hübner, [1819]
- Polygonus Hübner, [1825]

### Tribo Oileidini

#### Subtribo Oileidina
- Flattoides Grishin, 2019
- Oileides Hübner, [1825]

#### Subtribo Typhedanina
- Typhedanus A. Butler, 1870
- Oechydrus E. Watson, 1893
- Cogia A. Butler, 1870
- Nerula Mabille, 1888
- Marela Mabille, 1903